# (12687) de Valory
(12687) de Valory est un astéroïde de la ceinture principale.

## Description
(12687) de Valory est un astéroïde de la ceinture principale. Il fut découvert par Eric Walter Elst le 17 décembre 1987 à l'ESO. Il présente une orbite caractérisée par un demi-grand axe de 2,55 UA, une excentricité de 0,121 et une inclinaison de 13,01° par rapport à l'écliptique.
Il fut nommé en hommage à Louis Guy Henri de Valori (1692-1774), aristocrate français, ami de Voltaire, général qui fut également ambassadeur auprès du roi de Prusse Frédéric II.

## Compléments